# Landligger
En landligger er en bybo, der i sommertiden flytter på landet enten ved at indleje sig hos faste landboere eller ved at bo på pensionat eller badehotel, eller ved at bo på eget landsted.
Landliggerrørelsen er fortrinsvis knyttet til 1800-tallet og 1900-tallet indtil 1945, hvorefter moderne ferieformer tager over i form af sommerhuse, charterrejser og lignende.

## Landliggerrørelsens historie

### Øresundskysten
Hovedstadens landliggerliv går langt tilbage i tiden. Helt tilbage fra middelalderen havde københavnske borgere på Sankt Hans aften valfartet til de gamle helligkilder, og fra 1600-tallets slutning havde borgerne foretaget udflugter til kongelige slotte i nærheden af hovedstaden. Fra omkring 1740 begyndte københavnere at opføre landsteder nord for København, således blandt andre Aggershvile, Enrum, Hellerup og Mariendal. I årene omkring 1800 tog dette byggeri et opsving især ved Hellerup og Charlottenlund, hvor der byggedes det ene landsted efter det andet. Omtrent samtidig blev Strandvejen den foretrukne vej for en voksende skovtursfærdsel med udflugter til Dyrehaven og Dyrehavsbakken, men helt op til Rungsted nåede disse udflugter; den nordlige del af Øresundskysten blev derimod endnu ikke mål for københavnske udflugter. I løbet af 1800-tallet voksede denne færdsel, og stadig nye samfærdselsmidler blev taget i anvendelse: wienervogn, kapervogn, omnibus, og i 1863 Nordbanen. Men udflugterne nåede stadig kun så vidt som til Rungsted og med hovedmålet Dyrehaven ved Klampenborg. 1842 begyndte en dampskibssejlads mellem København, Helsingør og Helsingborg, men først efter flere årtier fik denne kystsejlads sit gennembrud, hvorved hovedstadens landliggere for alvor begyndte at søge til den nordlige del af Øresundskysten. Endnu omkring midten af århundredet var der kun et egentligt anløbssted i Humlebæk med egnens eneste havn, idet Sletten og Snekkersten havne først blev færdige i 1878, hvorefter disse havne også kom til at indgå i dampskibenes sejlplaner. Snekkersten havn var fælles for Snekkersten og Skotterup fiskerlejer. Som det sidste fiskerleje fik Espergærde en egentlig havn 1884, men kom først mere end ti år senere med i sejlplanen.
Landliggerlivet, der udgik fra Helsingør, var adskilt i to dele: for velhavere og for det jævne folk. Velhaverne havde allerede i slutningen af 1700-tallet og i begyndelsen af 1800-tallet anskaffet sig landsteder i omegnen. Skibsklarererfamilier i Helsingør som Brown, Classen og Fenwick havde købt lystgårde uden for byen som "Quistgaard", "Claytorpe" og "Fairyhill" i Nyrup, "Gurrehus" ved Gurre, "Meulenborg" ved Snekkersten og "Rolighed"; kun sidstnævnte lå på købstadens egne jorder. Omkring midten af 1800-tallet etableredes en række nye landsteder på Helsingør Overdrev: "Fredsholm" (ved N.P.Kirck), "Nøjsomhed" (A.C.Møller), "Prøvesten" (Prytz), "Belvedere" (J.P.Lundwall), "Birkehøj" (Thalbitzer), "Tårnhøj" (Bugger), endvidere "Margrethehøj", "Vapnagaard", "Ørsholt", "Montebello" – der som landsted blev udskilt fra driftsejendommen Kronborg Ladegaard i 1848, "Bergmannsdal", "Villa Augusta", "Strikkergaarden" i Toelt og "Borsholmgaard". Et fælles træk ved disse landsteder var, at de lå inde i landet. Derimod blev kysterne det foretrukne opholdssted for jævnere befolkningslag. Ved Nordkysten foregik flere store pinsefester i Hammermølle Skoven ved Hellebæk, og i 1858 oprettedes et kursted med Hotel Marienlyst som kurbadehotel, hvilket medførte, at et stigende antal af københavnske familier i de følgende årtier tilbragte sommeren i egnen omkring Hellebæk og Ålsgårde på Nordkysten. På Sydkysten foregik allerede ved begyndelsen af 1800-tallet et omfattende strandbadeliv. Senere, i 1860-erne, anlagdes "Hansens Badeanstalt" ved "Ørehøj". Foruden det egentlige badeliv omfattede helsingoranernes landliggersysler også tidligt udflugtsture til Egebæksvang. Egebæksvang var blevet fredsskov ved forordningen af 1805 og således driftsskov, men den blev åbnet i 1828 som forlystelsessted, idet skovrideren på Valdemarslund lod meddele ordensbestemmelser for de besøgende, og samme år lod en fisker for egne midler opføre en bro ved Skotterup til bekvemmelighed for alle, der ønskede at foretage en sejltur til skoven. Skotterup kom senere til at indgå i dampskibenes sejlplaner, idet skibene stoppede ud for kroen i Skotterup, de rejsende blev hentet og bragt i land i fiskerbåde af færgelauget, der anvendte den såkaldte "Kongevase" som landingssted. Når dampskibet nærmede sig, viste det ved flagsignaler hvormange rejsende, der skulle ilandsættes. Da Snekkersten havn var ved at være færdig i 1876, flyttede landsætningen til den nye havn, hvor man betalte 60 kroner omåret i bropenge, og hvor der blev opført et venteskur til folk, der i land ventede på at komme med dampskibet.
I en årrække fra 1841 til 1847 blev afholdt 28. maj-fester til minde om Provinsialstændernes indførelse i lighed med de festligheder, der blev afholdt i andre købstæder. Anledningen til festerne var, at de radikales kandidat, skibsklarerer N.P.Kinck havde vundet valget i Helsingør den 8 januar 1841 til stænderforsamlingen for Øerne over de konservatives kandidat. Egebæksvang blev valgt til sted for afholdelse af festen efter ønske fra landboerne. Den første fest samlede 5-6000 mennesker fra egnen og Helsingør ved Hvidestensbakken i skoven, og også de følgende års majfester blev afholdt her. Under Treårskrigen 1848-1850 i Hertugdømmerne lå festerne stille, og da man 1852 lod festen genopstå, var det som 5. juni-grundlovsfester; i denne forbindelse anlagdes Grundlovsmonumentet i skoven. Festerne varede til og med 1855 og ophørte derefter i en årrække. I stedet blev i skoven lavet en række fester med velgørenhedsformål, blandt andet i forbindelse med havnebyggerierne i Snekkersten og Espergærde, men tillige i andre anledninger. Alle disse fester bidrog til at trække landliggere til egnen, der nu kom ind i en selvforstærkende udvikling som landliggersted også for københavnere. 
Dampskibsfarten blev efterhånden udvidet således, at den i 1877 havde anløbssteder i København, Skovshoved og Bellevue Strand, Tårbæk, Skodsborg, Vedbæk, Rungsted, Humlebæk, Snekkersten, Helsingør og Helsingborg. Samme år åbnedes en dagvognsrute fra Helsingør til Snekkersten, Skotterup og Egebæksro; sidst nævnte sted lå ud for Egebæksvang lige syd for Egebækkens udløb i Øresund. Her blev kort efter dagvognsrutens åbning for sommermånederne opsat en postbrevkasse. Disse tjenester blev dog atter opgivet. Alligevel skete der store ændringer i landliggerlivet på stedet i disse år.
Indtil 1870-erne var landliggerlivet ved Øresundskysten overvejende endagsture til skov og strand. Men i næringsloven af 1857 var udtrykkeligt fastslået husejernes ret til at leje ud til fremmede og til at bespise lejerne, og sideløbende med endagsturene begyndte de stedlige beboere at udleje deres hovedhuse til landliggere, mens de selv flyttede ud og boede i udhuse, sidehuse eller lignende. Endvidere begyndte også snart at ske en udstykning af grunde langs kysten. Her opførtes den ene landliggervilla efter den anden. Allerede i 1848 opførtes "Mary Hill" som "det første anselige Hus, man rejste paa den lange, sandede Strækning fra Humlebæk til Skotterup". I sin første tid tjente huset som stedets skole. Dernæst kom en tid, da huset var i privat eje. Huset blev, i 1850-erne og derefter, udlejet til standspersoner, der havde lyst og råd til at ligge på landet så langt fra hovedstaden. Sine mest strålende velmagtsdage i så henseende oplevede huset efter en gammel fiskers opfattelse, da enken efter general, kammerherre Rømeling havde slået sig ned her; i de år var kongelige kareter kommet farende fra nord og syd, indtil de var standset ud for boligen. Efter hofdamen kom andre lejere, og i 1880-erne var det pensionat. I 1891 købtes huset af skuespilleren Elith Reumert. Til de ældste steder hørte også "Hostruphus", skænket 1870 som folkegave til digteren Jens Christian Hostrup. I løbet af 1870-erne og 1880-erne blev kyststrækningen ud for Egebæksvang et af kystens mest yndede steder for det københavnske landliggerliv og taget i landliggernes besiddelse; omkring 1880 var allerede omkring fire femtedele af kyststrækningen udstykket til landliggerejendomme. Det var landliggerne selv, der tog skridtet til opførelsen af landliggervillaerne. 
Det voksende landliggerliv skabte helt nye forudsætninger for det stedlige næringsliv. Først skabte det omfattende byggeri af landliggervillaer næringsgrundlag for et voksende antal af bygningshåndværkere, en udvikling der kunne ske frit, fordi disse næringer ikke var underlagt næringslovens læbæltebestemmelser. I 1850 udgjorde antallet af bygningshåndværkere i Espergærdeområdet 3 tømrere, en i henholdsvis Skotterup, Mørdrup og Tibberup. I 1870 var det samlede antal bygningshåndværkere vokset til 8, hvoraf 4 tømrere, i henholdsvis Skotterup, Espergærde, Mørdrup og Tibberup, 2 murere, i henholdsvis Mørdrup og Tibberup, og 2 snedkere, i henholdsvis Espergærde og Tibberup. I 1880 var det samlede antal bygningshåndværkere vokset til 18, hvoraf 4 tømrere, 3 murere, 1 snedker, 1 maler og 1 glarmester. I 1890 var antallet af bygningshåndværkere vokset til 22.
Landliggerne skabte også en helt ny kundekreds for handel, både for stedlige landbrugere og fiskere, der jo havde "lov" at sælge deres egne frembringelser, og for de egentlige butiksdrivende, såvel købmanden i Skotterup som de butiksdrivende i Helsingør. 
Egentlige landliggernæringer begyndte også at optræde i form af gæstgiverier, krohold og badehotel (hotel "Gefion"). I årene omkring århundredeskiftet skete en omfattende udstykning af parcelgrunde, og antallet af tilflyttere tog et opsving. I disse år opstod en egentlig bymæssig bebyggelse, som fortsatte i begyndelsen af 1900-tallet. Udviklingen afspejles i J.P.Trap: Danmark, hvor det i tredje udgave fra 1898 hedder: "Tibberup med Mølle, Espergjærde Fiskerleje med Kro og Baadebyggeri. Mørdrup" og lidt senere: "I flere af de nævnte Byer, navnlig i Espergjærde, Skotterup og Snekkersten, ligge mange Villaer for Sommerbeboere, ligesom ogsaa de faste Beboere i stor Udstrækning udleje deres Huse i Sommertiden". Til sammenligning hedder det i fjerde udgave fra 1920: "Tibberup med Mejeri og Ml; Espergærde Fiskerleje – 1916: 144 Gde og Huse og 713 Indb. (1911: 500 med flg. Erhverv: Landbrug 54, Fiskeri 66, Haandv. 190, Handel 45, Transport 46) – med Egebæksvang Filialkirke og Skole, Børnehjem (Fredensdal), Hotel, Pensionater og Villabebyggelse, Brugsforen., Baadehavn (2,6 m) og Jernbanest.; Mørdrup". Uanset, at Traps omtale er kortfattet og ikke fyldestgørende, afspejler de to beskrivelser, at Espergærde udviklede sig betydeligt i årene mellem de to beskrivelser.